# Mužini
Mužini is een plaats in de gemeente Žminj in de Kroatische provincie Istrië. De plaats telt 99 inwoners (2001).